# Limatula attenuata
Limatula attenuata är en musselart som beskrevs av Dall 1916. Limatula attenuata ingår i släktet Limatula och familjen filmusslor. Inga underarter finns listade i Catalogue of Life.